# 2864 Soderblom
2864 Soderblom је астероид главног астероидног појаса са пречником од приближно 16,72 .
Афел астероида је на удаљености од 3,156 астрономских јединица (АЈ) од Сунца, а перихел на 2,337 АЈ.
Ексцентрицитет орбите износи 0,149, инклинација (нагиб) орбите у односу на раван еклиптике 3,141 степени, а орбитални период износи 1662,663 дана (4,552 године).
Апсолутна магнитуда астероида је 12,50 а геометријски албедо 0,063.
Астероид је откривен 12. јануара 1983. године.